# Сівенді
Сівенді — безписемна центральноіранська мова побутового спілкування, носії мови компактно проживають у селищі Сівенд провінції Фарс, на дорозі між Ширазом і Ісфаганом.
Загальна кількість мовців — близько 7000 осіб.

## Походження
Існує кілька версій походження сівенді. Низка спільних моментів дозволяє припустити, що сівенді є продовженням мідійської мови. За іншими версіями сівенді зближують або з діалектом хурі (Хур), або з західними курдськими мовами.

## Вивчення
- В Росії опис мови сівенді опубліковано завдяки дослідженням іраністів В. О. Жуковського (1858—1918) і О. К. Молчанової, доктора філологічних наук, співробітника Інституту мовознавства РАН.
- У США — Гернот Людвіг Віндфур[en], Університет Мічигану.